# Max Slevogt
Max Slevogt, właśc. Franz Theodor Max Slevogt (ur. 8 października 1868 w Landshut, zm. 20 września 1932 w Leinsweiler-Neukastel) – niemiecki malarz impresjonista, najbardziej znany ze swoich pejzaży. Wraz z Lovisem Corinthem i Maxem Liebermannem jeden z czołowych reprezentantów niemieckiego malarstwa plenerowego.

## Życiorys
W latach 1885–1889 studiował w Akademii Sztuk Pięknych w Monachium, a jego wczesne prace, utrzymane w ciemnej tonacji, stanowią przykład dominującego tam stylu akademickiego. W 1889 odwiedził Paryż, gdzie uczęszczał do Académie Julian. W 1896, rysował karykatury dla magazynów Simplicissimus i Jugend. W 1897 miał swoją pierwszą indywidualną wystawę w Wiedniu.
W końcowych latach XIX wieku kolorystyka jego prac stała się jaśniejsza. W 1900 odwiedził ponownie Paryż, gdzie jego praca Szeherazada została wystawiona w niemieckim pawilonie podczas wystawy światowej. W tym samym czasie znaczny wpływ na artystę wywarło malarstwo Edouarda Maneta. W 1901 dołączył do stowarzyszenia Berliner Secession.
W 1914 odbył podróż do Egiptu, w rezultacie której powstało 21 płócien, a poza nimi liczne akwarele i szkice; w drodze powrotnej zatrzymał się we Włoszech. Po wybuchu I wojny światowej został wysłany na front zachodni jako oficjalny malarz wydarzeń wojennych. Doświadczenia te wywarły wpływ na poszukiwanie nowego stylu, który mógłby wyrazić okropności wojny. W tym czasie (1917) Slevogt został wybrany członkiem Królewskiej Akademii Sztuk Pięknych (Königliche Akademie der Künste zu Berlin).
W 1924 zaprojektował scenografię do opery Don Giovanni Mozarta w operze w Dreźnie. W tym samym roku został odznaczony orderem Pour le Mérite za Naukę i Sztukę. Z okazji 60. urodzin artysty w 1929 zorganizowano w Berlinie okazałą wystawę jego prac. Pod koniec życia pracował w kościele w Ludwigshafen nad Renem nad freskiem Golgota, który uległ zniszczeniu podczas bombardowań w czasie II wojny światowej.

## Obrazy w zbiorach polskich
Muzeum Narodowe w Warszawie
- Krajobraz z widokiem na Landau (1909)
- Winobranie (pocz. XX w.)
- Faun i dziewczyna (1905)

Muzeum Narodowe w Szczecinie
- Portret tancerki Antonii Mercé („La Argentina”) (1926)

## Galeria

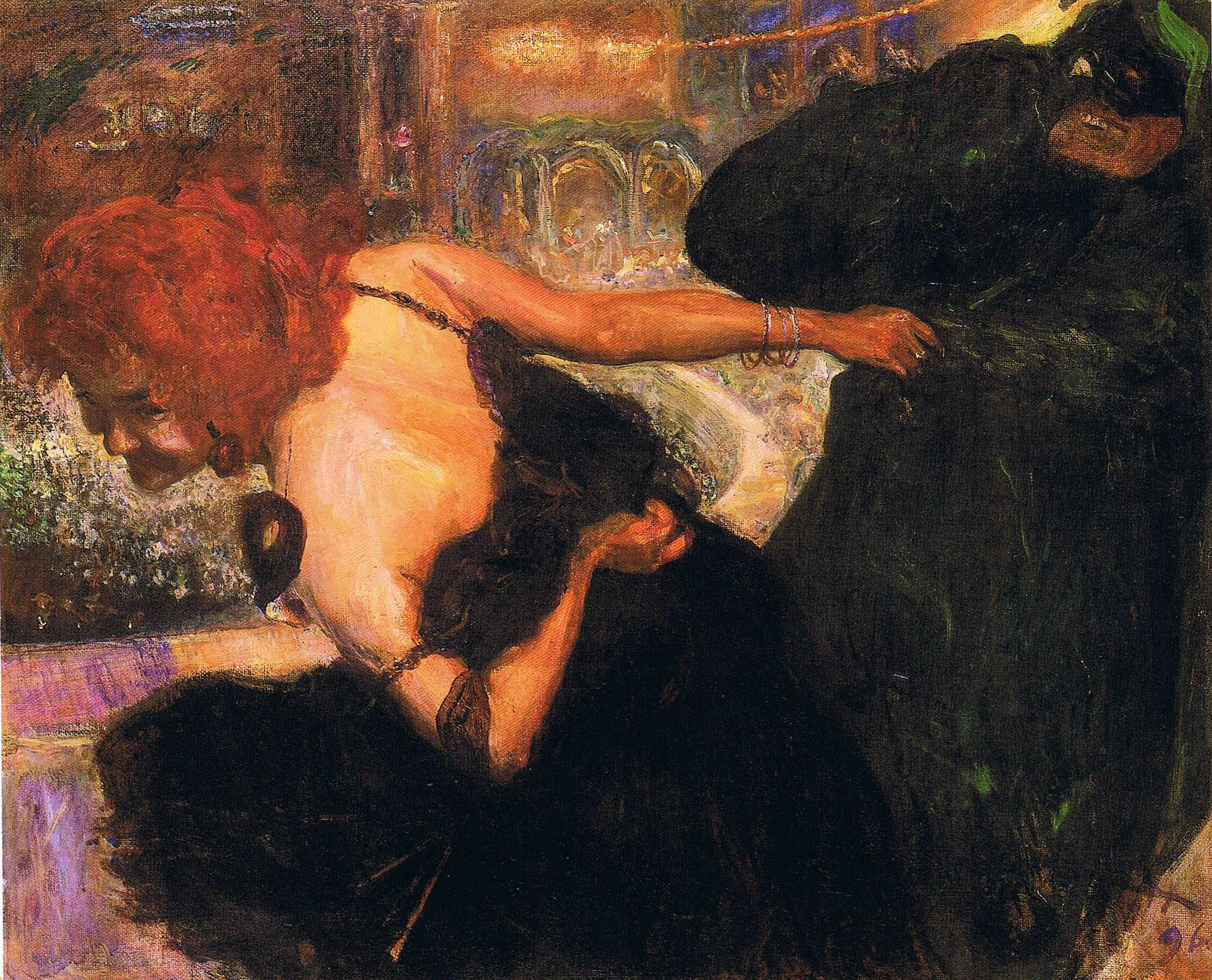
Taniec śmierci (1896)
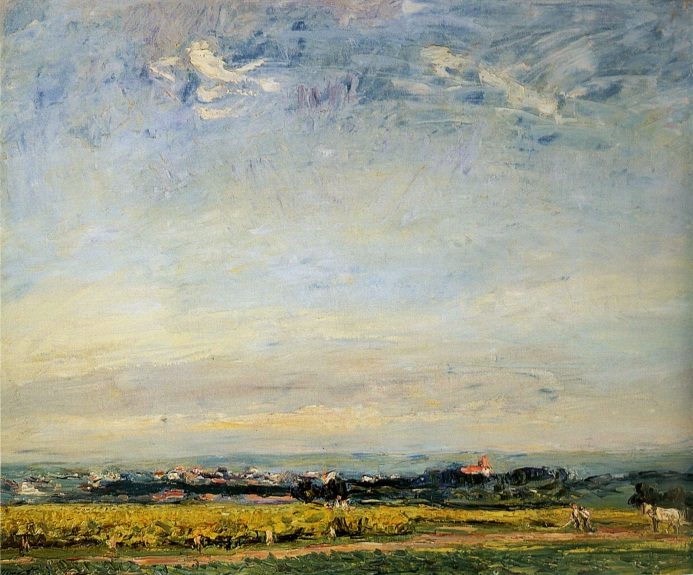
Krajobraz z widokiem na Landau (1909)
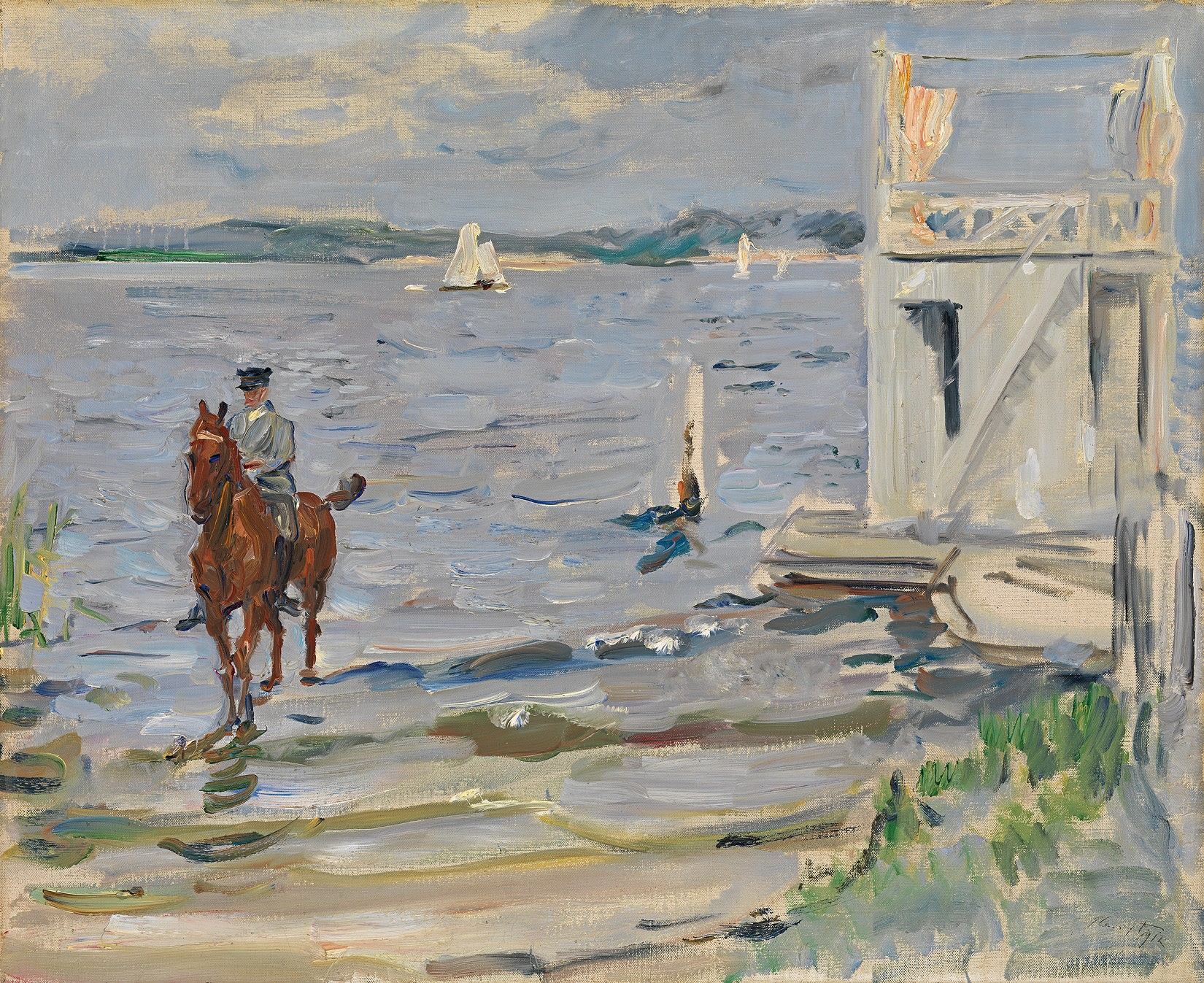
Kabina plażowa nad Hawelą (1912)
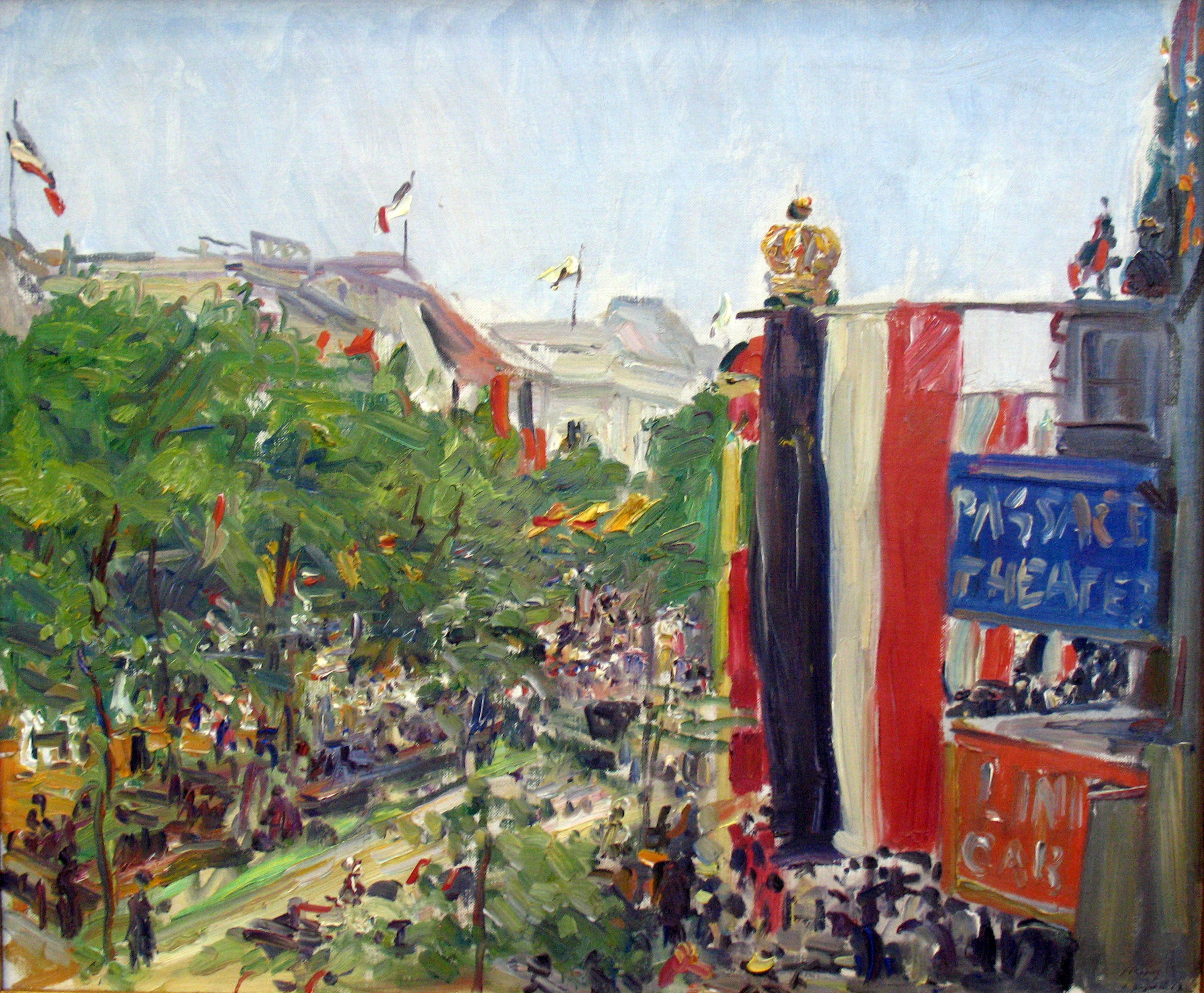
Aleja Unter den Linden (1913)
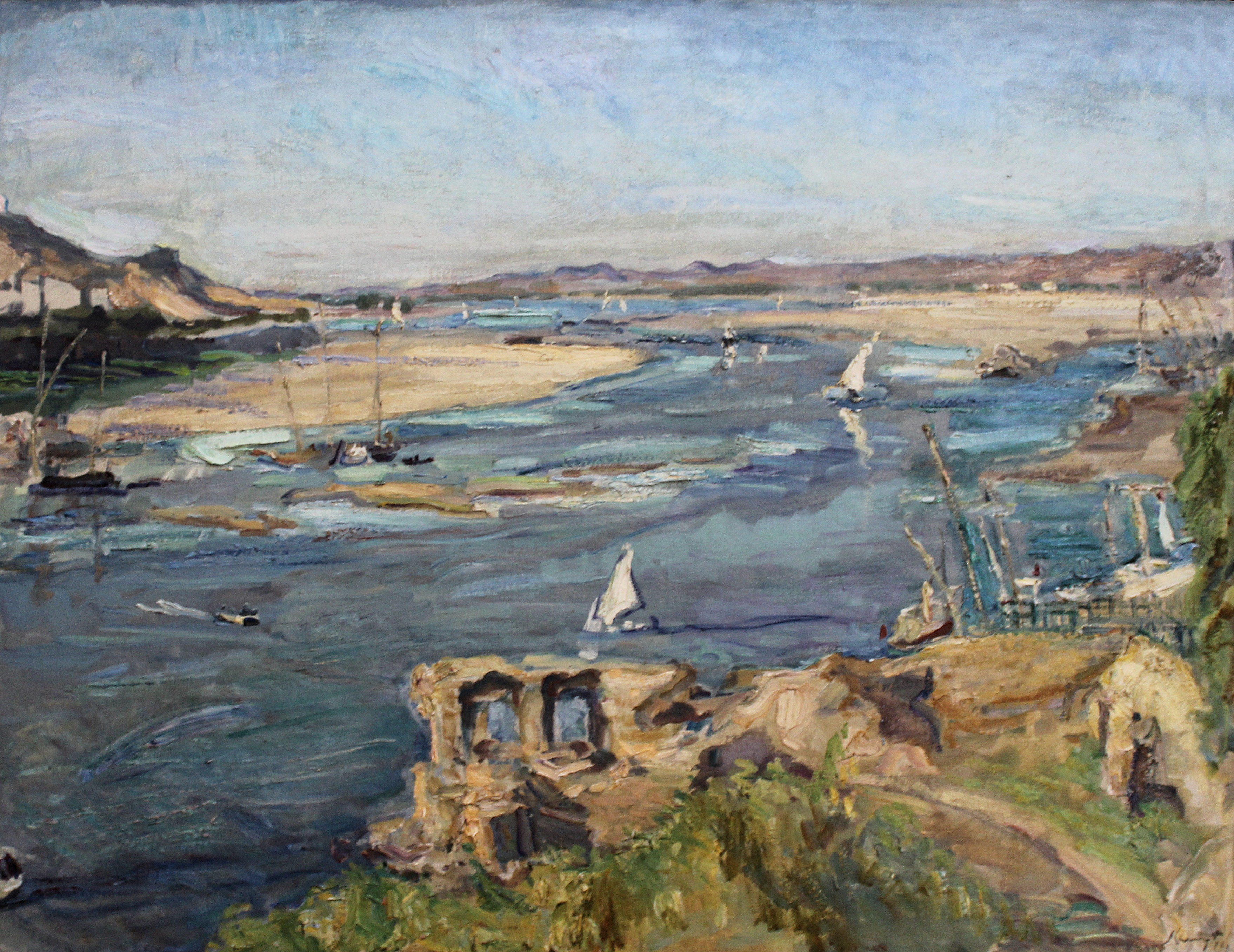
Obraz z podróży do Egiptu (1914)
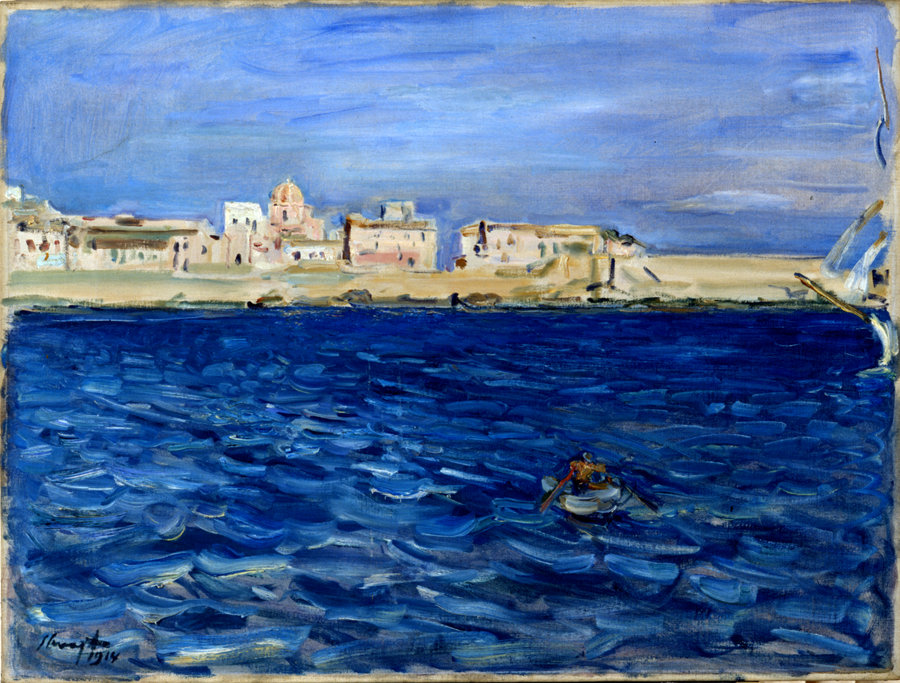
Wejście do portu w Syrakuzach (1914)
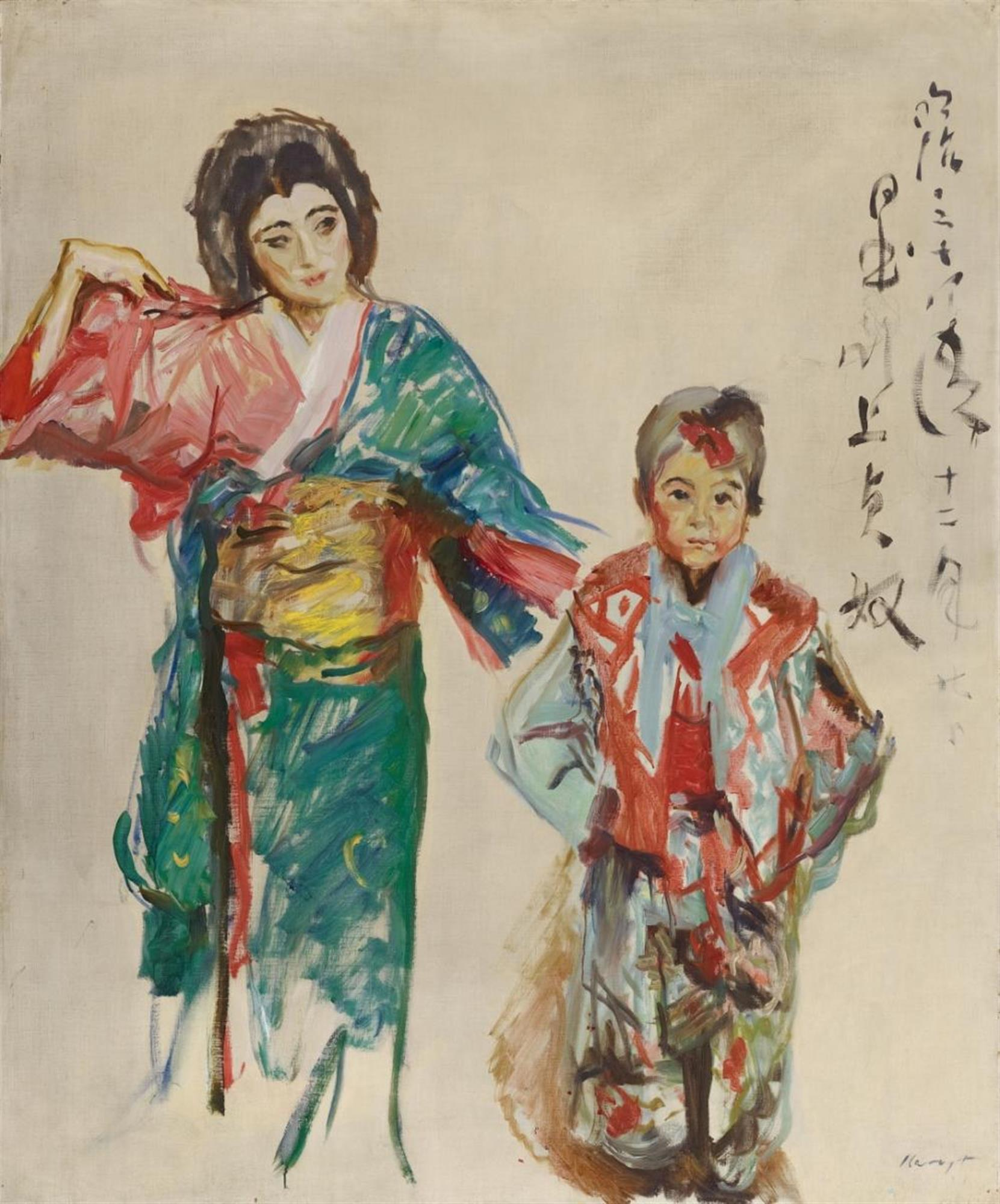
Portret tancerki Sadayakko z synem (1901)
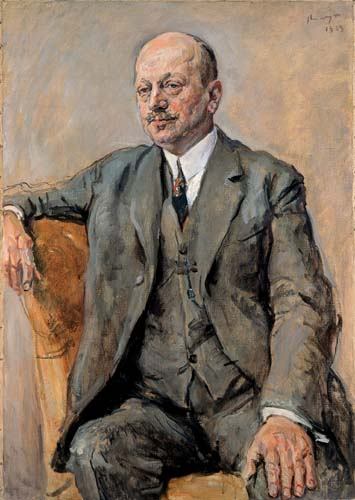
Portret Juliusa Freunda (1925)
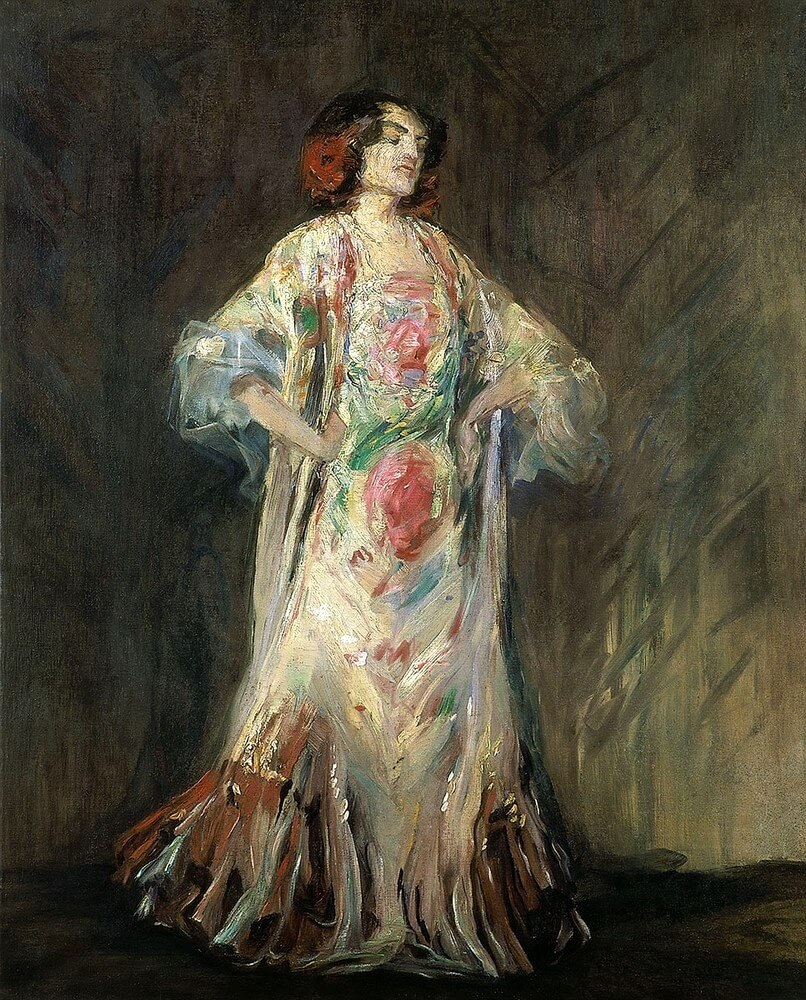
Portret Antonii Mercé (1926)
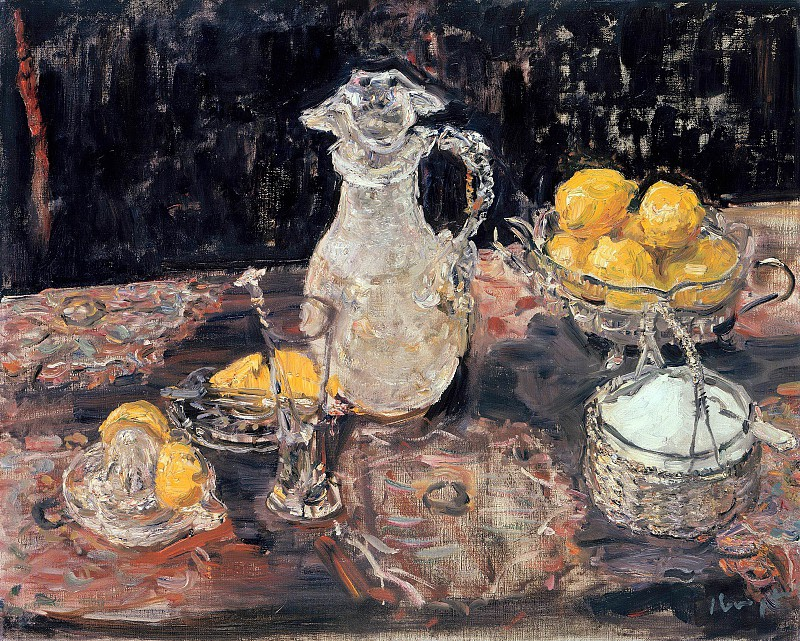
Martwa natura  z cytrynami (1921)